# Većeslavec
Većeslavec falu Horvátországban Kapronca-Kőrös megyében. Közigazgatásilag Kőröshöz tartozik.

## Fekvése
Köröstől 12 km-re keletre fekszik.

## Története
1857-ben 227, 1910-ben 311 lakosa volt. Trianonig Belovár-Kőrös vármegye Körösi járásához tartozott. 2001-ben 157 lakosa volt.

## Külső hivatkozások
Körös város hivatalos oldala